# Tamara Aljošina-Aleksandrova
Tamara Aljošina-Aleksandrova (rusky Тамара Алёшина-Александрова; 19. června 1928 Charkov – 24. prosince 1996 Kišiněv) byla ukrajinsko-moldavská operní pěvkyně, mezzosopranistka.

## Život
V roce 1958 absolvovala Charkovskou konzervatoř ve třídě zpěvu E. P. Petrové. Od roku 1958 byla sólistkou Moldavského divadla opery a baletu (nyní Národní divadlo opery a baletu Moldavské republiky Marie Bieșu) v Kišiněvě. Za léta svého působení v moldavské opeře vytvořila třicet operních partů. Vystupovala na koncertech a cestovala i na zahraničí scény.
Od roku 1969 učila zpěv na Státním uměleckém institutu v Kišiněvě (od roku 1978 byla vedoucí katedry a od roku 1981 docentka).
Zemřela 24. prosince 1996 v Kišiněvě. Byla pohřbena na Ústředním (arménském) hřbitově.